# Quinten van den Heerik
Quinten van den Heerik (18 maart 2002) is een Nederlandse voetballer die bij voorkeur als aanvaller speelt. Hij speelt sinds 2022 bij Telstar.

## Carrière
Van den Heerik kwam tot zijn 17e uit voor amateurclubs VV Kolping Boys en RKVV DEM waarna hij de overstap maakte naar de jeugdopleiding van PEC Zwolle. In 2019 tekende hij een contract bij de club tot de zomer van 2022. Echter kwam hij niet verder dan een enkele keer bij de wedstrijdselectie. Nadat zijn contract afliep tekende hij bij Telstar. Hij maakte zijn debuut voor Telstar in de wedstrijd tegen Jong Ajax. In de laatste wedstrijd van het seizoen, wist hij zijn eerste twee goals te scoren voor Telstar, waarmee Telstar in blessuretijd nog wist te winnen in de wedstrijd tegen NAC Breda.

### Carrièrestatistieken
| Seizoen         | Club            | Land            | Competitie      | Competitie | Competitie | Beker | Beker | Internationaal | Internationaal | Overig | Overig | Totaal | Totaal |
| Seizoen         | Club            | Land            | Competitie      | Wed.       | Dlp.       | Wed.  | Dlp.  | Wed.           | Dlp.           | Wed.   | Dlp.   | Wed.   | Dlp.   |
| --------------- | --------------- | --------------- | --------------- | ---------- | ---------- | ----- | ----- | -------------- | -------------- | ------ | ------ | ------ | ------ |
| 2022/23         | Telstar         | Nederland       | Eerste divisie  | 5          | 0          | 0     | 0     | –              | –              | 0      | 0      | 5      | 0      |
| Carrière totaal | Carrière totaal | Carrière totaal | Carrière totaal | 5          | 0          | 0     | 0     | 0              | 0              | 0      | 0      | 5      | 0      |